# Marco Walker
Marco Walker (Solothurn, 1970. május 2. –) svájci labdarúgóhátvéd, edző, az FC Basel erőnléti edzője.